# Calymmaderus
Calymmaderus is een geslacht van kevers uit de familie van de klopkevers (Anobiidae).

## Soorten
- Calymmaderus advenus (Fall, 1905)
- Calymmaderus amoenus (Fall, 1905)
- Calymmaderus halffteri (Español, 1969)
- Calymmaderus newmani (Brèthes, 1919)
- Calymmaderus nitidus (LeConte, 1865)
- Calymmaderus oblongus Gorham, 1883
- Calymmaderus obsoletus (Fall, 1905)
- Calymmaderus pudicum (Boheman, 1858)
- Calymmaderus punctulatus (LeConte, 1865)
- Calymmaderus similis (Fall, 1905)
- Calymmaderus solidus Kiesenwetter, 1877